# Edmund Hillary
Edmund Percival Hillary KG, KBE (Tuakau, 20 de julho de 1919 – Auckland, 11 de janeiro de 2008) foi um alpinista e explorador neozelandês, famoso principalmente pela primeira escalada bem-sucedida do Monte Everest. Ele e o guia sherpa Tenzing Norgay atingiram os 8 848 metros do cume em 29 de maio de 1953.

## Vida
Nascido na Ilha Norte, próximo a Auckland e iniciou-se no alpinismo durante a adolescência, obtendo sua primeira subida significativa em 1939. Durante a Segunda Guerra Mundial foi navegador da Royal New Zealand Air Force. Participou de uma fracassada expedição neozelandesa ao Everest em 1951 antes de tomar parte da bem-sucedida tentativa britânica de 1953. Escalou outros dez picos do Himalaia em visitas posteriores em 1956, 1960-61 e 1963-65. Alcançou também o Polo Sul, como parte da Expedição Britânica Trans-Antártica, em janeiro de 1958.

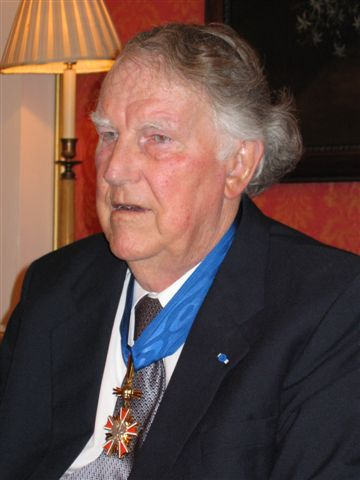
Edmund Hillary em Varsóvia em 2004

Foi nomeado cavaleiro da Ordem do Império Britânico em 6 de junho de 1953, membro da Ordem da Nova Zelândia em 1987 e cavaleiro da Ordem da Jarreteira em 23 de abril de 1995.
Hillary devotou muito de sua vida para ajudar o povo Sherpa do Nepal através da Himalayan Trust que ele fundou e à qual dedicou grande parte de seu tempo e energia. Devido aos seus esforços conseguiu construir várias escolas e hospitais nessa remota região do Himalaia. Tem declarado que considera esta como sua mais importante realização. Foi também presidente honorário da American Himalayan Foundation, uma sociedade sem fins lucrativos norte-americana que contribui com a melhora nas condições ambientais e de vida no Himalaia.
Foi dele a ideia de construir o aeroporto de Lukla, que aumentou o turismo de estrangeiros, uma das grandes fontes de renda do Nepal. Este aeroporto nas montanhas é a base de onde partem os grupos de trekking no Himalaia.
O Himalayan Trust e The Sir Edmund Hillay Foundation, juntos, construíram 25 escolas, dois hospitais e doze clínicas médicas. Construíram pontes sobre rios, campos de pouso para pequenos aviões, reergueram templos budistas e centros culturais. Criaram um "berçário de árvores", que replantou, desde 1990, um milhão de mudas no Parque Nacional de Sagarmatha.
Para marcar a ocasião do aniversário de 50 anos da primeira escalada bem-sucedida do Everest, o governo nepalês conferiu a cidadania honorária a Edmund Hillary em uma celebração especial do jubileu de ouro na capital Kathmandu. Edmund Hillary foi o primeiro cidadão estrangeiro a receber tal honra no Nepal.
Edmund Hillary faleceu em 11 de janeiro de 2008, em um hospital em Auckland, na Nova Zelândia, aos 88 anos de idade. Seu corpo foi cremado e suas cinzas espalhadas no Golfo de Hauraki na Nova Zelândia.

## Expedições
Em janeiro de 1948, Hillary e outros subiram a crista sul do Aoraki / Monte Cook, o pico mais alto da Nova Zelândia. Ele participou de um resgate árduo em La Perouse em 1948, fazendo amizade com o companheiro alpinista Norman Hardie. Em 1951, ele fez parte de uma expedição de reconhecimento britânica ao Everest liderada por Eric Shipton, antes de se juntar à tentativa britânica bem-sucedida de 1953. Em 1952, Hillary e George Lowe fizeram parte da equipe britânica liderada por Shipton, que tentou o Cho Oyu. Após aquela tentativa falhar devido à falta de uma rota pelo lado nepalês, Hillary e Lowe cruzaram o passo Nup La para o Tibete e chegaram ao antigo Acampamento II, no lado norte, onde todas as expedições anteriores haviam acampado.

### Expedição ao Everest de 1953

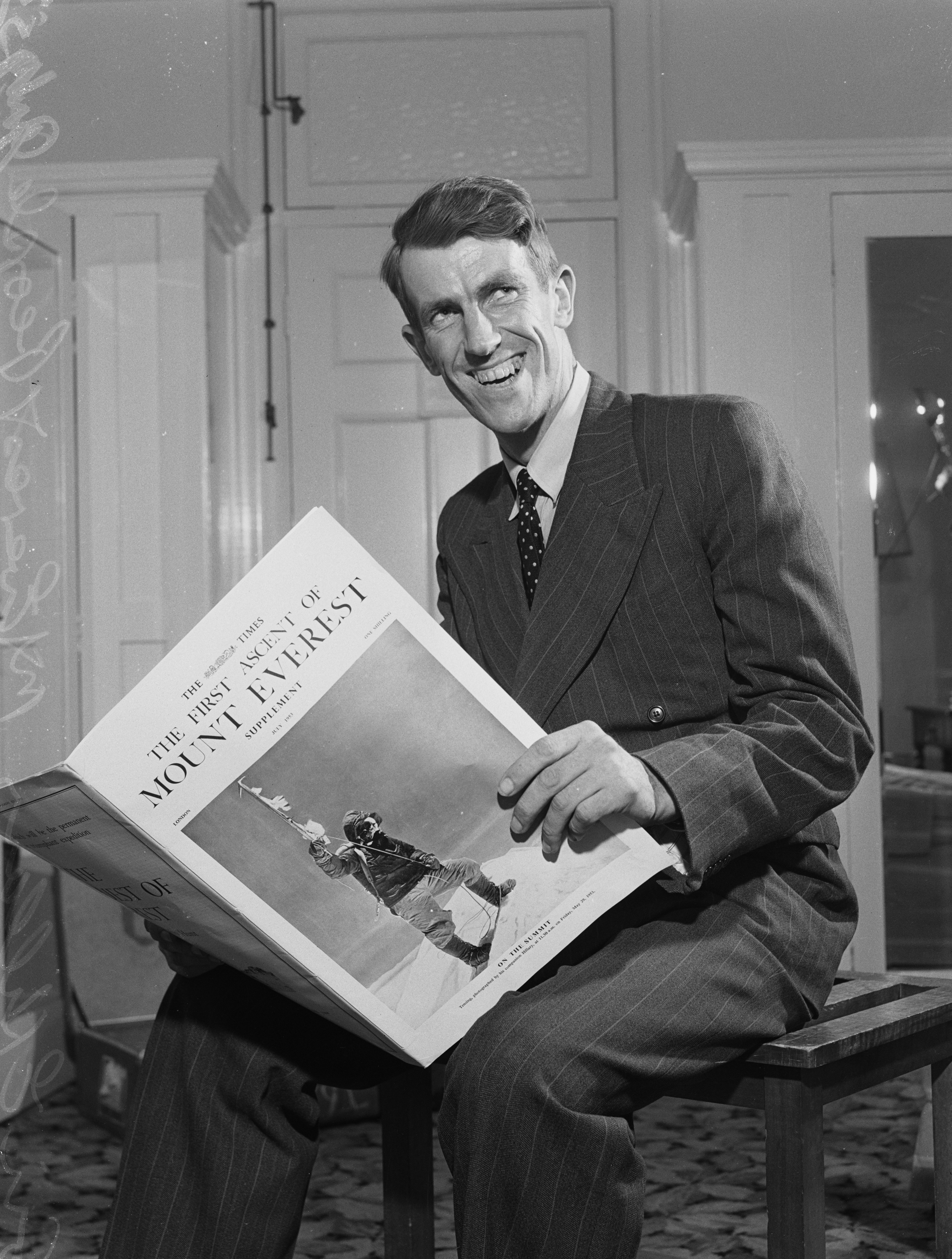
Retrato de Hillary, Austrália, julho de 1953

Em 1949, a rota de escalada tradicional para o cume do Everest foi fechada pelo Tibete controlado pela China. Pelos anos seguintes, o Nepal permitiu apenas uma ou duas expedições por ano. Uma expedição suíça (da qual Tenzing participou) tentou alcançar o cume em 1952, mas foi forçada a recuar devido ao mau tempo e problemas com equipamentos de oxigênio 800 pés (240 m) abaixo do cume.

Em 1952, Hillary soube que ele e Lowe haviam sido convidados pelo Joint Himalayan Committee para a tentativa britânica de 1953 e imediatamente aceitou. Shipton havia sido nomeado como líder, mas foi substituído por Hunt. Hillary protestou, mas ficou imediatamente impressionado com a energia e determinação de Hunt. Hunt pediu a Charles Evans e Hillary para formar com ele um pequeno grupo de planejamento de três homens na expedição. Hunt escreveu que:
Citação: Os testes de Hillary nos Himalaias mostraram que ele seria um competidor muito forte, não apenas para o Everest, mas para uma eventual equipe do cume. Quando encontrei Shipton no outono passado, lembro-me bem de sua profecia sobre isso – e como ele estava certo. Excepcionalmente forte e abundante em uma energia inquieta, possuído de uma mente impulsiva que varreu todos os obstáculos não comprovados, a personalidade de Ed Hillary causou uma impressão em minha mente, através de seus amigos do Cho Oyu e do Reconhecimento e através de suas cartas para mim.
Hillary havia esperado escalar com Lowe, mas Hunt nomeou duas equipes para a subida: Tom Bourdillon e Charles Evans; e Hillary e Tenzing. Hillary, portanto, fez um esforço concentrado para forjar uma amizade de trabalho com Tenzing. Hillary escreveu: "Tenzing tinha uma ambição pessoal substancialmente maior que qualquer sherpa que eu havia conhecido".

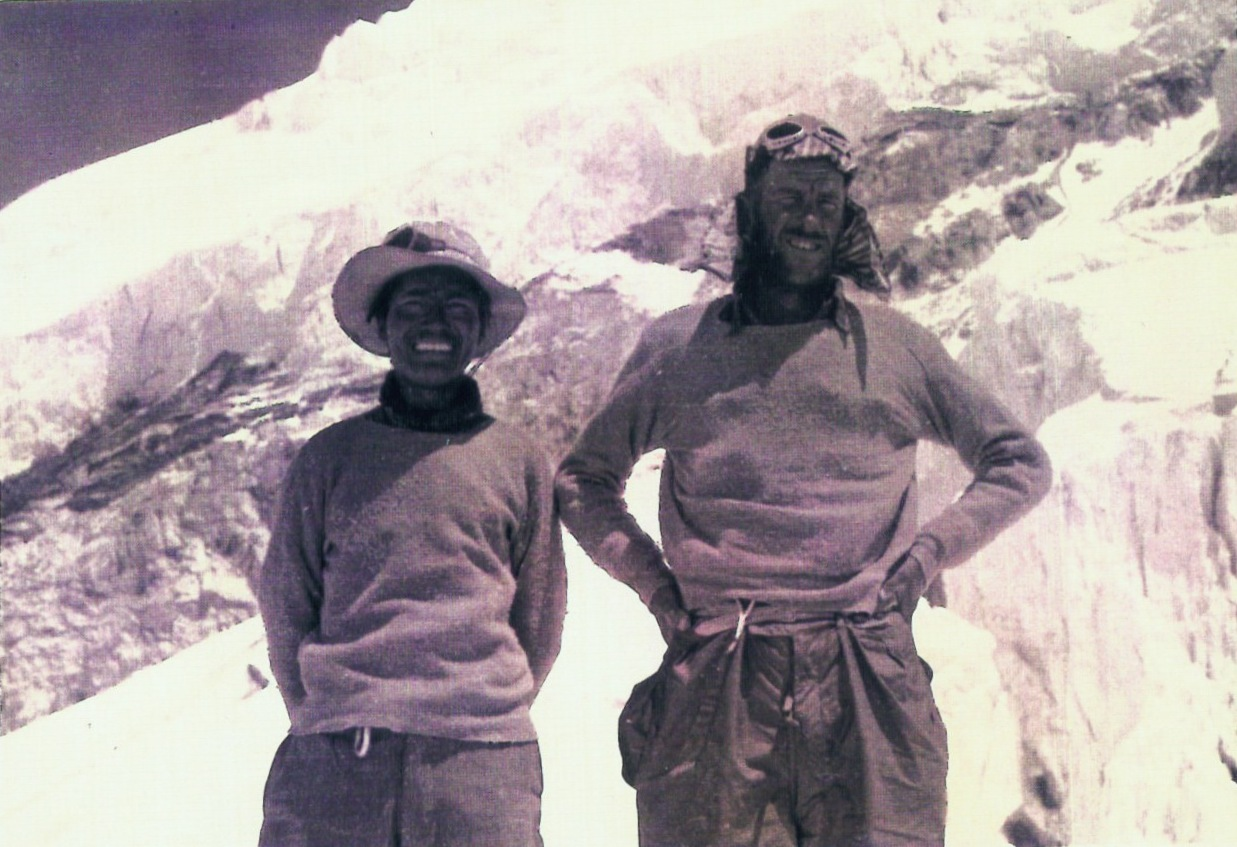
Tenzing e Hillary

A expedição Hunt totalizou mais de 400 pessoas, incluindo 362 carregadores, 20 guias sherpas, e 10 000 libras (4 500 kg) de bagagem. Lowe supervisionou a preparação da Face do Lhotse, uma face de gelo enorme e íngreme, para escalada. Hillary forjou uma rota através da traiçoeira Cascata de Gelo de Khumbu.
O cinegrafista Tom Stobart era o companheiro de quarto de Hillary em Catmandu. Ele descreveu Hillary como:
Citação: um esqueleto tão alto quanto eu... um rosto magro como um machado, e parecia amarrado com aço... Eu acabara de desmontar uma lanterna de borracha e não conseguia montá-la de novo. Esta máquina humana assumiu o controle. 'Vamos tentar' ele disse, usando uma expressão que viemos a conhecer tão bem nos meses seguintes. Pode ter significado que ele tentaria consertá-la, mas não o fez. Na verdade, significava que ele a consertaria, uma diferença sutil mas importante no que diz respeito ao Ed e seu compatriota George Lowe.
A expedição estabeleceu o acampamento base em março de 1953 e, trabalhando lentamente, estabeleceu seu acampamento final no Colo Sul a 25 900 pés (7 890 m). Em 26 de maio, Bourdillon e Evans tentaram a escalada, mas voltaram quando o sistema de oxigênio de Evans falhou. A dupla havia alcançado o Cume Sul, chegando a 300 pés verticais (91 m) do cume.Reaching The Top Royal Geographical Society. Recuperado em 13 de janeiro de 2008. Hunt então direcionou Hillary e Tenzing para tentar o cume. Neve e vento os atrasaram no Colo Sul por dois dias. Eles partiram em 28 de maio com o apoio de Lowe, Alfred Gregory, e Ang Nyima. Os dois montaram uma barraca a 27 900 pés (8 500 m) em 28 de maio, enquanto seu grupo de apoio desceu a montanha. Na manhã seguinte, Hillary descobriu que suas botas haviam congelado do lado de fora da barraca. Ele passou duas horas aquecendo-as sobre um fogão antes que ele e Tenzing, carregando mochilas de 30
-libra (massa) (14 kg), tentassem a subida final. O obstáculo final foi a parede rochosa de 40
-pé (12 m) mais tarde chamada "Degrau de Hillary"; Hillary escreveu mais tarde:
Citação: Notei uma rachadura entre a rocha e a neve grudada na Face Leste. Rastejei para dentro e me contorci e me encaixei até o topo... Tenzing lentamente se juntou a mim e seguimos em frente. Cortei degraus sobre monte após monte, perguntando-me um pouco desesperadamente onde poderia estar o topo. Então vi que a crista à frente descia para o norte e acima de mim à direita havia um domo arredondado de neve. Mais alguns golpes com meu machado de gelo e Tenzing e eu estávamos no topo do Everest.

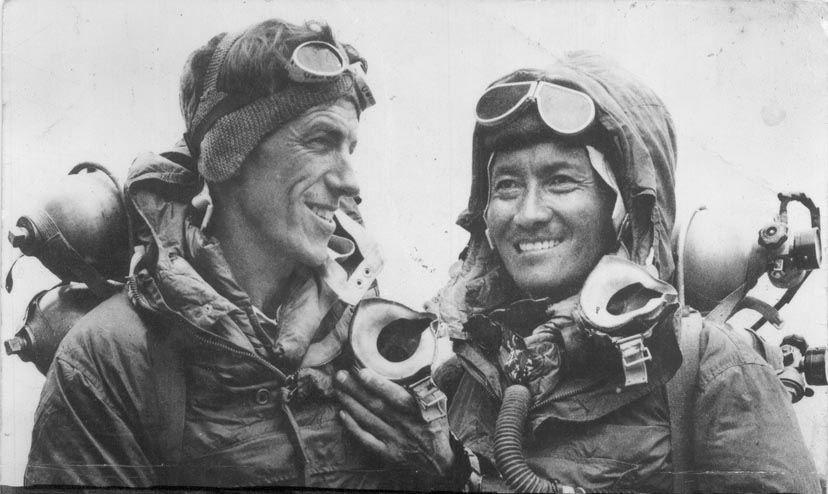
Hillary e Tenzing no retorno do cume do Everest

Tenzing escreveu em sua autobiografia de 1955 que Hillary deu o primeiro passo no cume e ele o seguiu. Eles alcançaram o cume do Everest de 29,028 pé (8,848 m) – o ponto mais alto da terra – às 11:30 da manhã. Eles passaram cerca de 15 minutos no cume. Hillary tirou uma foto de Tenzing posando com seu machado de gelo, mas não há foto de Hillary; a autobiografia de Tenzing diz que Hillary simplesmente se recusou a ter sua foto tirada. Eles também tiraram fotos olhando para baixo da montanha.

Hillary (esquerda) e George Lowe (direita) com o Governador-Geral Sir Willoughby Norrie na Government House, Wellington, 20 de agosto de 1953

Tenzing deixou chocolates no cume como uma oferenda, e Hillary deixou uma cruz dada a ele por John Hunt. A descida foi complicada pela neve que cobriu seus rastros. A primeira pessoa que encontraram foi Lowe; Hillary disse: "Bem, George, nós derrubamos o desgraçado". Eles retornaram a Catmandu alguns dias depois e souberam que Hillary já havia sido nomeado Cavaleiro Comandante da Ordem do Império Britânico e Hunt um Knight Bachelor. A notícia chegou à Grã-Bretanha no dia da coroação da Rainha Elizabeth II, e a imprensa a chamou de presente de coroação. Os 37 membros da expedição receberam mais tarde a Medalha de Coroação da Rainha Elizabeth II com Expedição ao Monte Everest gravado na borda. Além do cavalheiresco de Hillary e Hunt, Tenzing – inelegível para cavaleirismo como cidadão nepalês – recebeu a Medalha George. Tenzing também recebeu a Estrela do Nepal do Rei Tribhuvan.

### Após o Everest

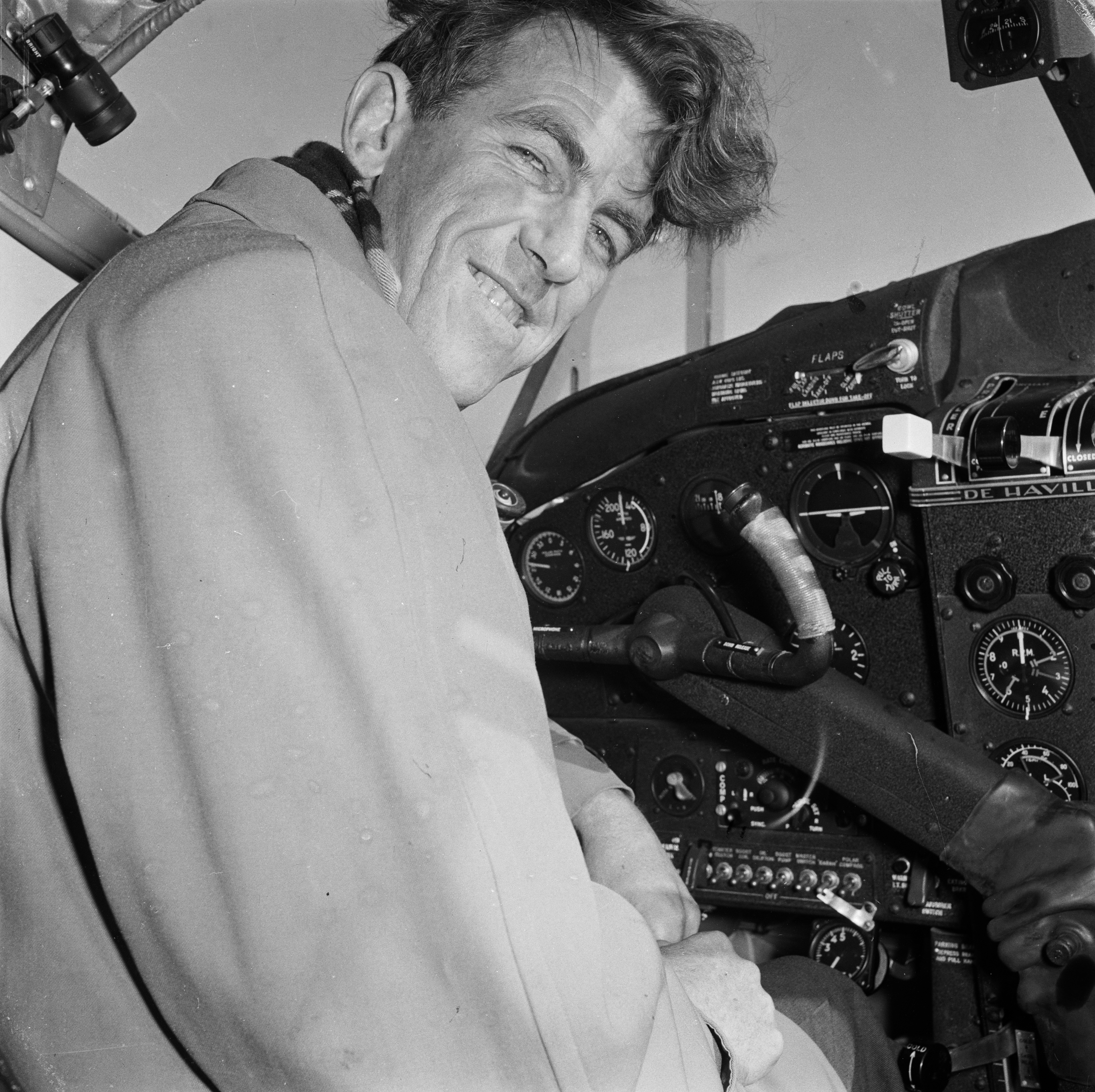
Na cabine do DHC-2 da Expedição Trans-Antártica da Commonwealth, 1956

Hillary escalou dez outros picos nos Himalaias em visitas posteriores em 1956, 1960–1961, e 1963–1965. Ele também chegou ao Polo Sul como parte da Expedição Trans-Antártica da Commonwealth, da qual liderou a seção da Nova Zelândia, em 4 de janeiro de 1958. Sua equipe foi a primeira a chegar ao Polo por terra desde Amundsen em 1911 e Scott em 1912, e a primeira a fazê-lo usando veículos motorizados. Em 1960, Hillary organizou a Expedição Silver Hut de 1960–61, com Griffith Pugh; e Pugh mostrou que o Monte Everest poderia ser escalado sem oxigênio, com um longo período de aclimatação vivendo a 20 000 pés (6 100 m) por seis meses.
Um ataque ao Makalu, a quinta montanha mais alta do mundo, foi mal-sucedido. Hillary ficou com a expedição por cinco meses, embora tenha durado dez.
A expedição também procurou pelo lendário abominável homem das neves. Nenhuma evidência de Yetis foi encontrada; em vez disso, pegadas e rastros foram comprovados como sendo de outras causas. Durante a expedição, Hillary viajou para templos remotos que continham "couros cabeludos de Yeti"; no entanto, após trazer de volta três relíquias, duas foram mostradas como sendo de ursos e uma de uma antílope cabra. Hillary disse após a expedição: "O yeti não é uma criatura estranha e super-humana como foi imaginada. Encontramos explicações racionais para a maioria dos fenômenos yeti".

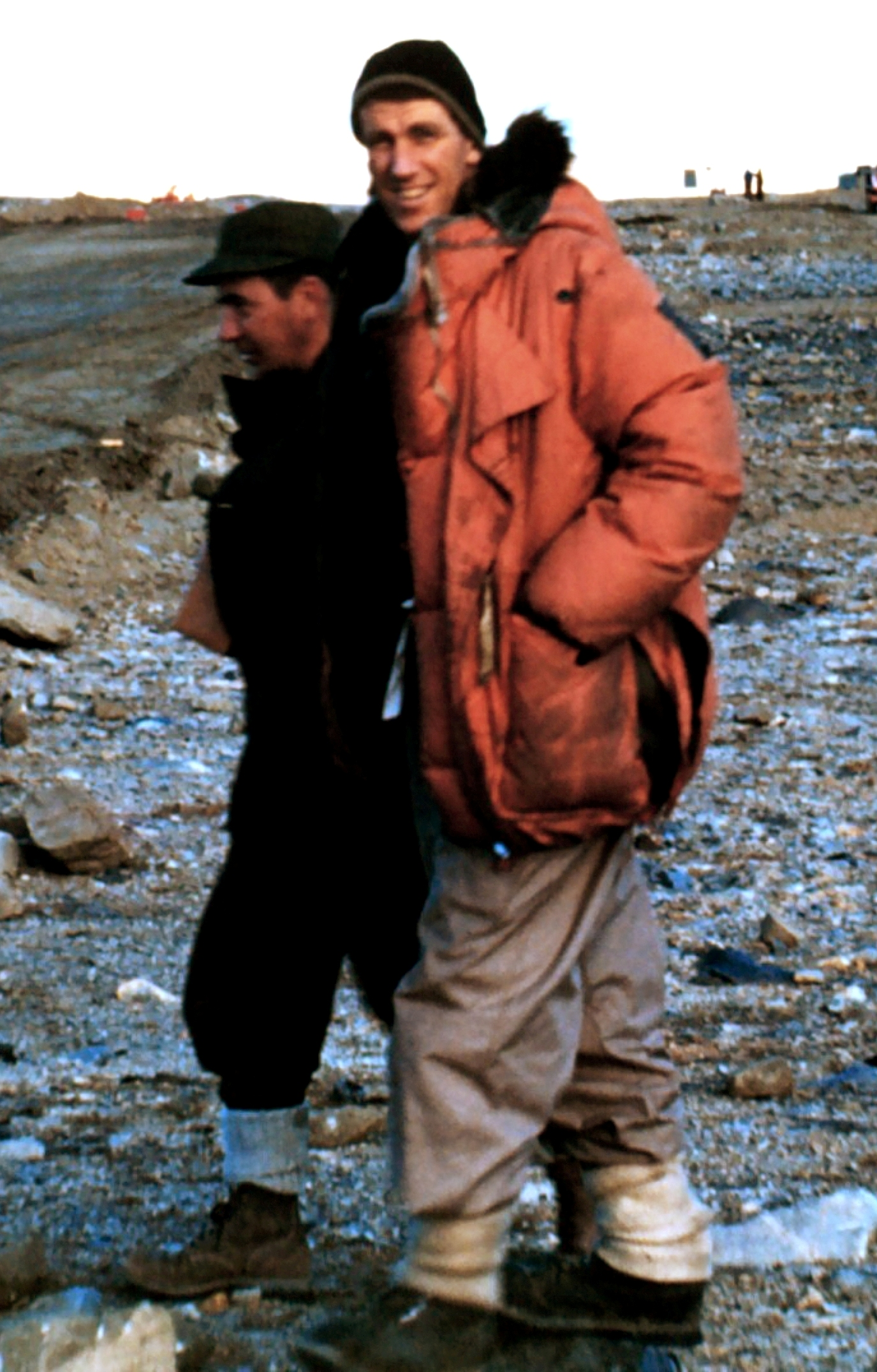
Hillary em 1957 após acompanhar o primeiro avião a pousar na pista aérea terrestre de Marble Point, Antártida

Em 1962, ele foi convidado no programa de televisão What's My Line?; ele confundiu o painel, composto por Dorothy Kilgallen, Arlene Francis, Bennett Cerf, e Merv Griffin. Em 1977, ele liderou uma expedição de jetboat, intitulada "Oceano ao Céu", da foz do Rio Ganges à sua nascente. De 1977 a 1979, ele comentou a bordo de voos turísticos antárticos operados pela Air New Zealand, e estava programado para atuar como guia para o fatal Voo 901 da Air New Zealand, mas teve que cancelar devido a outros compromissos. Em 1985, ele acompanhou Neil Armstrong em um pequeno avião bimotor com esquis sobre o Oceano Ártico e pousou no Polo Norte. Hillary tornou-se assim o primeiro homem a ficar em ambos os polos e no cume do Everest. Esta conquista inspirou gerações de exploradores a competir sobre o que mais tarde foi definido como Desafio dos Três Polos. Em janeiro de 2007, Hillary viajou para a Antártida como parte de uma delegação comemorando o 50º aniversário da fundação da Base Scott.

## Publicações
| Título | Ano  | Editor                 | ISBN/ASIN          | Co-autor      | Ref           |
| --- | ---- | ---------------------- | ------------------ | ------------- | ------------- |
| High Adventure                                                                                               | 1955 | Hodder & Stoughton     | ISBN 1-932302-02-6 | n/a           | [ 55 ] [ 41 ] |
| East of Everest – An Account of the New Zealand Alpine Club Himalayan Expedition to the Barun Valley in 1954 | 1956 | E. P. Dutton           | ASIN B000EW84UM    | George Lowe   | [ 55 ]        |
| No Latitude for Error                                                                                        | 1961 | Hodder & Stoughton.    | ASIN B000H6UVP6    | n/a           | [ 55 ] [ 41 ] |
| The New Zealand Antarctic Expedition                                                                         | 1959 | R.W. Stiles, printers. | ASIN B0007K6D72    | n/a           |               |
| The Crossing of Antarctica: The Commonwealth Transantarctic Expedition, 1955–1958                            | 1958 | Cassell                | ASIN B000HJGZ08    | Vivian Fuchs  | [ 55 ]        |
| High in the Thin Cold Air                                                                                    | 1962 | Doubleday              | ASIN B00005W121    | Desmond Doig  | [ 55 ]        |
| Schoolhouse in the Clouds                                                                                    | 1965 | Hodder & Stoughton     | ASIN B00005WRBB    | n/a           | [ 55 ]        |
| Nothing Venture, Nothing Win                                                                                 | 1975 | Hodder & Stoughton     | ISBN 0-340-21296-9 | n/a           | [ 55 ]        |
| From the Ocean to the Sky: Jet Boating Up the Ganges                                                         | 1979 | Viking                 | ISBN 0-7089-0587-0 | n/a           | [ 55 ]        |
| Two Generations                                                                                              | 1984 | Hodder & Stoughton     | ISBN 0-340-35420-8 | Peter Hillary | [ g ] [ 55 ]  |
| View from the Summit: The Remarkable Memoir by the First Person to Conquer Everest                           | 2000 | Pocket                 | ISBN 0-7434-0067-4 | n/a           |               |